# Chuck Davis
Charles Edward  Davis jr. (Selma, Alabama, 18 de abril de 1984) es un exjugador de baloncesto estadounidense nacionalizado azerbaiyano. Con 2,05 metros de estatura, jugaba en la posición de pívot.

## Trayectoria
Davis jugó cuatro temporadas entre 2002 y 2006 con el Alabama Crimson Tide en la Southeastern Conference de la División I de la NCAA. En su año como sénior sufrió una lesión en la rodilla derecha que lo dejó inactivo en el último tramo de la temporada, sin embargo gracias a ese incidente se realizó estudios médicos en los que le detectaron que padecía de tromboembolismo pulmonar, por lo que recibió un tratamiento que le permitió seguir compitiendo en alto nivel. Aunque el baloncestista quiso disputar una quinta temporada con su equipo, finalmente las autoridades de la NCAA se lo negaron.
En consecuencia dejó su país para jugar en Turquía y Bélgica. En 2008 tuvo la oportunidad de disputar la NBA Summer League con los Charlotte Bobcats, pero al no recibir ofertas de contratos de la NBA optó por retornar a Turquía, donde jugó hasta 2016. Se retiró tras ganar la Eurocup 2015-16 con el Galatasaray.

## Selección nacional
Davis se nacionalizó azerbaiyano en 2010 para jugar con la selección de baloncesto de Azerbaiyán. Jugó en la clasificación a la División B del Eurobasket de 2011 y en ese torneo, como también en la clasificación para el Campeonato Europeo de Baloncesto Masculino de 2013.